# Mikey Moore
Pour l’article homonyme, voir Moore.
Mikey Moore, né le 11 août 2007 à Londres en Angleterre, est un footballeur anglais qui évolue au poste d'ailier droit aux Rangers FC, en prêt de Tottenham Hotspur.

## Biographie

### En club
Né à Londres en Angleterre, Mikey Moore est formé par le club local de Tottenham Hotspur. Moore joue son premier match avec l'équipe première de Liverpool le 14 mai 2024, en entrant en jeu lors d'une rencontre de Premier League face à Manchester City. Il entre en jeu à la place de James Maddison lors de cette rencontre perdue par son équipe (0-2 score final),. Il devient ainsi, à 16 ans et 277 jours le plus jeune joueur des Spurs à faire ses débuts en Premier League, battant le record jusqu'ici détenu par Dane Scarlett.
Le 12 août 2024, un jour après son 17e anniversaire, il signe son premier contrat professionnel avec les Spurs.
Le 30 janvier 2025, Moore marque son premier but en professionnel, lors d'une rencontre de phase de groupe de la Ligue Europa 2024-2025 face à l'IF Elfsborg. Titularisé ce jour-là, il participe à la victoire de son équipe par trois buts à zéro. Cette apparition à 17 ans et 172 jours fait de lui le plus jeune joueur anglais à marquer un but en coupe d'Europe. Il bat ainsi un record détenu depuis 1957 par Jimmy Greaves.
Le 30 juillet 2025, Mikey Moore rejoint les Rangers FC sous la forme d'un prêt d'une saison.

### En sélection
Mikey Moore est appelé pour la première fois avec l'équipe d'Angleterre des moins de 17 ans en septembre 2023. Il joue son premier match avec cette sélection lors de ce rassemblement, le 6 septembre 2023, contre le Portugal. Il est titularisé lors de ce match perdu par son équipe (2-3 score final). Le 9 novembre 2023, Moore se distingue en réalisant un triplé contre la Croatie, permettant aux jeunes anglais de l'emporter sur le score de cinq buts à un.
Il est ensuite appelé avec les moins de 17 ans pour participer au Championnat d'Europe de football des moins de 17 ans en 2024. Moore se fait remarquer dès le premier match des Anglais dans cette compétition en marquant deux buts contre la France, contribuant ainsi à la victoire de son équipe par quatre buts à zéro. Lors de ce tournoi les Anglais se hissent jusqu'en quarts de final, où ils sont battus par l'Italie le 30 mai 2024 après une séance de tirs au but.
En septembre 2024 il fait ses débuts avec les moins de 19 ans contre la Croatie. Les deux équipes se neutralisent ce jour-là (1-1 score final).

## Statistiques
| Saison                | Club                  | Championnat           | Championnat | Championnat | Championnat | Coupe nationale | Coupe nationale | Coupe nationale | Coupe de la Ligue | Coupe de la Ligue | Coupe de la Ligue | Supercoupe | Supercoupe | Supercoupe | Compétition(s) continentale(s) | Compétition(s) continentale(s) | Compétition(s) continentale(s) | Compétition(s) continentale(s) | Total | Total | Total |
| Saison                | Club                  | Division              | M.          | B.          | P.d.        | M.              | B.              | P.d.            | M.                | B.                | P.d.              | M.         | B.         | P.d.       | Comp.                          | M.                             | B.                             | P.d.                           | M.    | B.    | P.d.  |
| 2023-2024             | Tottenham Hotspur     | Premier League        | 2           | 0           | 0           | -               | -               | -               | -                 | -                 | -                 | -          | -          | -          | -                              | -                              | -                              | -                              | 2     | 0     | 0     |
| 2024-2025             | Tottenham Hotspur     | Premier League        | 10          | 0           | 1           | 2               | 0               | 0               | 2                 | 0                 | 0                 | -          | -          | -          | C3                             | 5                              | 1                              | 1                              | 19    | 1     | 2     |
| Total sur la carrière | Total sur la carrière | Total sur la carrière | 12          | 0           | 1           | 2               | 0               | 0               | 2                 | 0                 | 0                 | -          | -          | -          | -                              | 5                              | 1                              | 1                              | 21    | 1     | 2     |